# Liste der Bodendenkmäler in Ostheim vor der Rhön
Auf dieser Seite sind die Bodendenkmäler in der unterfränkischen Stadt Ostheim vor der Rhön zusammengestellt. Diese Tabelle ist eine Teilliste der Liste der Bodendenkmäler in Bayern. Grundlage ist die Bayerische Denkmalliste, die auf Basis des Bayerischen Denkmalschutzgesetzes vom 1. Oktober 1973 erstmals erstellt wurde und seither durch das Bayerische Landesamt für Denkmalpflege geführt wird. Die folgenden Angaben ersetzen nicht die rechtsverbindliche Auskunft der Denkmalschutzbehörde.

## Bodendenkmäler der Gemeinde Ostheim vor der Rhön

### Bodendenkmäler in der Gemarkung Altenfeld
| Lage                 | Objekt                                       | Akten-Nr.     | Bild |
| -------------------- | -------------------------------------------- | ------------- | ---- |
| Altenfeld (Standort) | Wüstung Altenfelden des späten Mittelalters. | D-6-5526-0014 |      |

### Bodendenkmäler in der Gemarkung Forst Ostheim v.d.Rhön
| Lage                                               | Objekt | Akten-Nr.     | Bild |
| -------------------------------------------------- | --- | ------------- | ---- |
| Forst Ostheim v.d.Rhön (Standort)                  | Bestattungsplatz mit Grabhügel vorgeschichtlicher Zeitstellung mit Bestattungen der mittleren Bronzezeit. | D-6-5527-0039 |      |
| Forst Ostheim v.d.Rhön (Standort)                  | Siedlung der Urnenfelderzeit.                                                                             | D-6-5527-0044 |      |
| Forst Ostheim v.d.Rhön (Standort)                  | Befestigungsanlage Altenburg wohl des frühen Mittelalters.                                                | D-6-5527-0052 |      |
| Forst Ostheim v.d.Rhön (Standort)                  | Bestattungsplatz mit Grabhügel vorgeschichtlicher Zeitstellung.                                           | D-6-5527-0055 |      |
| Forst Ostheim v.d.Rhön Ostheim v.d.Rhön (Standort) | Bestattungsplatz mit Grabhügeln vorgeschichtlicher Zeitstellung.                                          | D-6-5527-0172 |      |

### Bodendenkmäler in der Gemarkung Oberwaldbehrungen
| Lage                         | Objekt | Akten-Nr.     | Bild |
| ---------------------------- | --- | ------------- | ---- |
| Oberwaldbehrungen (Standort) | Archäologische Befunde des Mittelalters und der frühen Neuzeit im Bereich der Evangelisch-Lutherischen Kirche von Oberwaldbehrungen. | D-6-5527-0063 |      |
| Oberwaldbehrungen (Standort) | Archäologische Befunde eines jüdischen Ritualbades (Mikwe) der frühen Neuzeit in Oberwaldbehrungen.                                  | D-6-5527-0169 |      |

### Bodendenkmäler in der Gemarkung Ostheim v.d.Rhön
| Lage                        | Objekt | Akten-Nr.     | Bild |
| --------------------------- | --- | ------------- | ---- |
| Ostheim v.d.Rhön (Standort) | Bestattungsplatz wohl mit verebneten Grabhügeln der mittleren Bronzezeit sowie Körperbestattungen des frühen Mittelalters. | D-6-5527-0042 |      |
| Ostheim v.d.Rhön (Standort) | Bestattungsplatz mit verebneten (teils rekonstruierten) Grabhügeln vorgeschichtlicher Zeitstellung mit Bestattungen der Hallstattzeit.                                                                                             | D-6-5527-0043 |      |
| Ostheim v.d.Rhön (Standort) | Bestattungsplatz der mittleren Bronzezeit vermutlich mit verebneten Grabhügeln. | D-6-5527-0045 |      |
| Ostheim v.d.Rhön (Standort) | Bestattungsplatz der Urnenfelderzeit mit Brandgräbern. | D-6-5527-0047 |      |
| Ostheim v.d.Rhön (Standort) | Bestattungsplatz der älteren Latènezeit. | D-6-5527-0048 |      |
| Ostheim v.d.Rhön (Standort) | Siedlung der Hallstattzeit, der jüngeren Latènezeit, der römischen Kaiserzeit und des frühen Mittelalters. | D-6-5527-0050 |      |
| Ostheim v.d.Rhön (Standort) | Körpergräber vermutlich des Mittelalters oder der frühen Neuzeit. | D-6-5527-0051 |      |
| Ostheim v.d.Rhön (Standort) | Bestattungsplatz der Urnenfelderzeit mit Brandgräbern. | D-6-5527-0053 |      |
| Ostheim v.d.Rhön (Standort) | Bestattungsplatz mit verebneten Grabhügeln vorgeschichtlicher Zeitstellung mit Bestattungen der Hallstattzeit. | D-6-5527-0054 |      |
| Ostheim v.d.Rhön (Standort) | Archäologische Befunde des Mittelalters und der frühen Neuzeit im Bereich der Burg Lichtenburg. | D-6-5527-0056 |      |
| Ostheim v.d.Rhön (Standort) | Wüstung Rappach des Mittelalters. | D-6-5527-0057 |      |
| Ostheim v.d.Rhön (Standort) | Archäologische Befunde des Mittelalters und der frühen Neuzeit im Bereich der Altstadt von Ostheim v.d.Rhön. | D-6-5527-0060 |      |
| Ostheim v.d.Rhön (Standort) | Archäologische Befunde des Mittelalters und der frühen Neuzeit, darunter Fundamente von Vorgängerbauten und Körperbestattungen eines Friedhofs, im Bereich der ehemalige Nikolauskapelle von Ostheim v.d.Rhön.                     | D-6-5527-0061 |      |
| Ostheim v.d.Rhön (Standort) | Siedlung vorgeschichtlicher Zeitstellung. | D-6-5527-0062 |      |
| Ostheim v.d.Rhön (Standort) | Siedlung der Urnenfelderzeit. | D-6-5527-0089 |      |
| Ostheim v.d.Rhön (Standort) | Siedlung der Hallstattzeit. | D-6-5527-0091 |      |
| Ostheim v.d.Rhön (Standort) | Siedlung der Urnenfelderzeit. | D-6-5527-0101 |      |
| Ostheim v.d.Rhön (Standort) | Archäologische Befunde der frühen Neuzeit im Bereich der Stadtbefestigung von Ostheim v.d.Rhön. | D-6-5527-0156 |      |
| Ostheim v.d.Rhön (Standort) | Archäologische Befunde des Mittelalters und der frühen Neuzeit im Bereich der mittels doppelten Bering befestigten Kirchenburg von Ostheim v.dRhön mit Evangelisch-Lutherischen Pfarrkirche St. Michael und Kirchgaden im Inneren. | D-6-5527-0157 |      |
| Ostheim v.d.Rhön (Standort) | Archäologische Befunde im Bereich des spätmittelalterlichen Wachturmes Ostheimer Warte. | D-6-5527-0167 |      |
| Ostheim v.d.Rhön (Standort) | Kalkbrennofen des späten Mittelalters und der frühen Neuzeit. | D-6-5527-0170 |      |

### Bodendenkmäler in der Gemarkung Stockheim
| Lage                 | Objekt                                                   | Akten-Nr.     | Bild |
| -------------------- | -------------------------------------------------------- | ------------- | ---- |
| Stockheim (Standort) | Siedlung der Hallstattzeit und der römischen Kaiserzeit. | D-6-5527-0012 |      |

### Bodendenkmäler in der Gemarkung Unterwaldbehrungen
| Lage                          | Objekt                                                              | Akten-Nr.     | Bild |
| ----------------------------- | ------------------------------------------------------------------- | ------------- | ---- |
| Unterwaldbehrungen (Standort) | Befestigungsanlage wohl des frühen Mittelalters auf dem Heidelberg. | D-6-5527-0011 |      |

### Bodendenkmäler in der Gemarkung Urspringen
| Lage                  | Objekt | Akten-Nr.     | Bild |
| --------------------- | --- | ------------- | ---- |
| Urspringen (Standort) | Wüstung Lahr des späten Mittelalters. | D-6-5526-0009 |      |
| Urspringen (Standort) | Bestattungsplatz mit Grabhügeln vorgeschichtlicher Zeitstellung. | D-6-5526-0015 |      |
| Urspringen (Standort) | Bestattungsplatz mit Grabhügeln vorgeschichtlicher Zeitstellung. | D-6-5526-0016 |      |
| Urspringen (Standort) | Siedlung der Hallstattzeit. | D-6-5526-0017 |      |
| Urspringen (Standort) | Bestattungsplatz mit Grabhügeln vorgeschichtlicher Zeitstellung. | D-6-5526-0037 |      |
| Urspringen (Standort) | Bestattungsplatz mit verebneten (teils rekonstruierten) Grabhügeln vorgeschichtlicher Zeitstellung mit Bestattungen der Hallstattzeit und der frühen Latènezeit sowie Bestattungsplatz der Merowingerzeit. | D-6-5526-0039 |      |
| Urspringen (Standort) | Archäologische Befunde des Mittelalters und der frühen Neuzeit im Bereich des frühneuzeitlichen Torhauses der ehemalige Ortsbefestigung von Urspringen.                                                    | D-6-5526-0078 |      |
| Urspringen (Standort) | Archäologische Befunde im Bereich der neuzeitlichen Evangelisch-Lutherischen Pfarrkirche von Urspringen.                                                                                                   | D-6-5526-0079 |      |